# Axapusco
Axapusco pertence à Região Ecatepec, é um dos municípios localizados ao nordeste do Estado de México, no México. A sua cabecera municipal e sede do governo é Axapusco.

## Governo e administração
| Prefeito                 | Periodo   |
| ------------------------ | --------- |
| Florencio Amayo Pérez    | 2000-2003 |
| Julián Cid González      | 2003-2006 |
| Felipe Borja Texocotitla | 2006-2009 |
| Florencio Amayo Pérez    | 2009-2012 |
| Guilberto Ramírez Ávila  | 2012-2015 |
| Felipe Borja Texocotitla | 2015-2018 |